# Histoire du Loiret au XIXe siècle

L'histoire du département du Loiret, en tant qu'entité administrative, commence le 22 décembre 1789 par un décret de l'Assemblée constituante, qui n’entre cependant en vigueur que quelques mois plus tard, le 4 mars 1790. Il est constitué à partir d'une partie des anciennes provinces de l'Orléanais et du Berry.
Le XIXe siècle est marqué par une succession de régimes politiques et, à partir du Second Empire, par une période de prospérité économique reposant sur la production agricole (céréales en Beauce, vigne en val de Loire), l'évolution des moyens de transport (marine de Loire, puis chemins de fer) et de nouvelles industries.

## Vie politique

### Consulat et premier Empire (1799-1815)

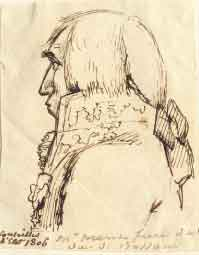
Jean Philibert Maret, premier préfet du Loiret.

Le coup d'État du 18 brumaire An VIII (9 novembre 1799) de Napoléon Bonaparte marque la fin du Directoire et de la Révolution française, et le début du Consulat, qui est officiellement installé le 1er janvier 1800 (11 nivôse an VIII). La loi du 28 pluviôse an VIII (19 février 1800) porte sur l'administration locale. Le point le plus important de cette loi est la création des préfets. Elle conserve les départements hérités de la Révolution mais elle redécoupe les divisions intérieures. Les districts deviennent des arrondissements, la commune est définie et le canton créé. À chaque niveau on trouve un fonctionnaire public (nommé) ainsi qu'une assemblée consultative (élue). Jean Philibert Maret, premier préfet du Loiret, prend ses fonctions le 30 mars 1800. Les sept districts du département sont remplacés par quatre arrondissements : Pithiviers, Orléans, Montargis et Gien. En 1926 les arrondissements de Gien et Pithiviers sont supprimés et en 1942 Pithiviers est restauré.
Les guerres napoléoniennes n'ont que peu d'impact sur le Loiret : seules les levées de troupes affectent la population et le blocus continental entrave un moment le commerce orléanais. Le département et la ville d'Orléans en particulier sont davantage concernés à partir de 1808, quand s'ouvre la guerre d'Espagne. Celle-ci vaut aux Orléanais le passage des mamelouks, puis celui de la garde impériale, cantonnée dans le grand cimetière. Elle leur vaut aussi la visite de Napoléon, qui passe dans la ville la nuit du 2 au 3 avril 1808, suivi trois jours plus tard de l'impératrice Joséphine. Les combats d'Espagne deviennent rapidement plus difficiles et il faut envoyer des renforts, notamment la division de Lefèvre, qui traverse la ville en septembre. La nécessité d'acheminer rapidement des troupes vers l'Espagne pousse Napoléon à accélérer la construction de la route Paris-Tours, par Chartres et Vendôme, une liaison dont les Orléanais s'évertuaient à empêcher la réalisation depuis le milieu du XIXe siècle, qui est achevée à la fin de l'Empire.
Avec l'entrée en guerre de l'Autriche, le département voit repasser, mais en sens inverse, des éléments de la Grande Armée. La victoire de Napoléon à Wagram, en septembre 1812, précède de peu la désastre de la retraite de Russie. Victimes déjà de la pénurie de sucre et de café du fait du blocus, les habitants sont encore touchés à partir de 1810, par la hausse du prix du pain, à la suite de mauvaises moissons, ils connaissent à nouveau les souffrances et les inquiétudes qui avaient si souvent caractérisé l'époque révolutionnaire, et qui les avaient au contraire épargnés pendant la première partie de l'Empire. En outre, l'extraordinaire vendange de « l'année de la Comète » (1811)  entraîne un effondrement des cours qui mécontente les vignerons du Val de Loire. Conjugués avec les défaites de Napoléon, ces événements conduisent à une certaine hostilité des habitants à l'Empire.
En février 1814, lors de la déroute napoléonienne, les alliés, après avoir envahi Paris, atteignent le Gâtinais et les cosaques pillent Pithiviers, Gien et Châteauneuf-sur-Loire. Le préfet se replie à Beaugency. L'impératrice et son fils arrivent à Orléans et repartent le 12 février pour rejoindre l'empereur d'Autriche. Le jour même, les autorités se rallient à Louis XVIII. Le 17 février, le général russe Sesbarin somme la ville d'Orléans de se rendre, mais le général Chassereaux, commandant la place, ne se soumet pas. Le 18 à l'aube, il poste à Saint-Jean-de-Braye la garnison d'Orléans, quelque 700 hommes, y compris des volontaires, et 60 dragons de passage. Malgré plusieurs tentatives, les cosaques ne peuvent enlever la position : une contre-attaque les repousse au contraire jusqu'à Chécy. Quelques jours plus tard, à la nouvelle de la victoire de Napoléon à Montereau, ils quittent le département : la capitulation de Paris (30 mars) et l'abdication de l'empereur le 6 avril surviennent avant qu'ils aient le temps de revenir.
Après la bataille de Waterloo, en juillet 1815, les vestiges de l'armée française, sous la conduite du maréchal Davout, se retirent au sud de la Loire à la Source tandis que les adversaires en occupent la rive droite. Le maréchal Davout se soumet au roi, le 1er août avec les restes de l'armée impériale,.

### Restauration et Monarchie Constitutionnelle (1815-1848)
La Restauration ouvre alors une ère de vie politique sans éclat. En 1815, le Loiret envoie quatre royalistes à la Chambre introuvable (deux députés pour Orléans et un pour chacun des autres arrondissements). En 1816, cette Chambre est dissoute et le Loiret ne nomme plus que trois députés, tous royalistes. En 1817, une nouvelle loi électorale est votée : les députés sont élus au scrutin de liste par département. Cette fois les libéraux gagnent un siège. Anselme Crignon d'Ouzouer est élu à Orléans, le baron Daniel-Alexandre de Talleyrand à Pithiviers et Henri de Longuève à Montargis.
Jusqu'en 1820, le rapport de force est en faveur des libéraux, comme l'atteste en 1819 la nomination d'un préfet favorable à ce courant, le vicomte de Riccé. Cette conjoncture profite a Laisné de Villevèque dès 1817: ce négociant Orléanais à l'éloquence grandiloquente, qui anime le courant libérai pendant toute la Restauration, est en effet alors élu député (par le collège de Pithiviers il est vrai), en même temps que son ami politique le manufacturier montargois Alexandre Périer. Pour arrêter le progrès des idées libérales, la loi électorale est encore modifiée en 1820 avec la loi du double-vote. Le Loiret a lors trois collèges d'arrondissements (Orléans, Pithiviers, Montargis-Gien), nommant chacun un député et comprenant les électeurs payant 300 francs de contributions directes, un collège départemental nommant deux députés et comprenant les électeurs payant 1000 francs de contributions directes. Les élus au collège départemental sont Henri de Longuève et Louis Drouin de Rocheplatte.
Mais l'assassinat du duc de Berry en 1820 modifie brutalement l'attitude du gouvernement, qu'il rapproche des conservateurs. Il en résulte localement un rapide effritement des positions électorales des libéraux, et en 1824, tous les députés du Loiret sont royalistes. Laisné de Villevèque, cependant, continue d'entretenir dans la ville d'Orléans un courant attaché à la défense des intérêts économiques Orléanais et à la cause des mouvements nationaux qui se développent alors dans le monde. Ses efforts ne sont pas vains : dès mars 1827, à la faveur d'une élection partielle, à Orléans, il retrouve son siège de député. En novembre suivant, les élections générales confirment cette tendance : les libéraux obtiennent un grand succès dans tout le pays. Ils obtiennent quatre sièges sur cinq dans le Loiret. Tandis que Laisné de Villevèque triomphe à la fois à Orléans (où une partielle désignera pour le remplacer Cormenin) et à Pithiviers, ses amis politiques l'emportent à Montargis (Alexandre Périer) et même au grand collège (Augustin Crignon de Montigny), ne laissant pour tout partage à la droite que le second siège de ce grand collège, conquis par Dugaigneau de Champvallins.
Charles X dissout la Chambre en 1830. Le gouvernement ne ménage pas ses efforts en perspective des élections de juin 1830. Mais le remplacement du préfet Gabriel-Marie de Riccé, peu sûr, par Marie-Joseph de Foresta, l'exploitation du tout récent succès d'Alger, la nomination d'hommes dévoués à la direction des bureaux de vote ne suffisent pas à retourner la situation en sa faveur. Non seulement les libéraux retrouvent les quatre sièges qu'ils détenaient déjà (l'un d'eux allant à de Riccé), mais ils parviennent même à conquérir celui de Champvallins qui normalement ne devait pas échapper à la droite. C'est que les conservateurs se sont divisés au moment décisif, témoignant par là de leur désarroi devant une situation qui leur échappe. Le département envoie donc cinq libéraux à la Chambre,.
|      | Députés | Députés | Députés | Députés | Préfets                                                |
|      | Orléans | Pithiviers | Montargis | Grand collège | Préfets                                                |
| 1816 | Anselme Crignon d'Ouzouer (R) - baron Daniel-Alexandre de Talleyrand (R) - Henri de Longuève (R) - Alexandre-Balthazar-François de Paule, baron de Baert (R) | Anselme Crignon d'Ouzouer (R) - baron Daniel-Alexandre de Talleyrand (R) - Henri de Longuève (R) - Alexandre-Balthazar-François de Paule, baron de Baert (R) | Anselme Crignon d'Ouzouer (R) - baron Daniel-Alexandre de Talleyrand (R) - Henri de Longuève (R) - Alexandre-Balthazar-François de Paule, baron de Baert (R) | Anselme Crignon d'Ouzouer (R) - baron Daniel-Alexandre de Talleyrand (R) - Henri de Longuève (R) - Alexandre-Balthazar-François de Paule, baron de Baert (R) | baron Daniel-Alexandre de Talleyrand                   |
| 1817 | Anselme Crignon d'Ouzouer (R) | baron Daniel-Alexandre de Talleyrand (R) | Henri de Longuève (R) | | Maximilien de Choiseul-Daillecourt (comte)             |
| 1818 | Anselme Crignon d'Ouzouer (R) | Laisné de Villevèque (L) | Alexandre Périer (L) | | Maximilien de Choiseul-Daillecourt (comte)             |
| 1819 | Anselme Crignon d'Ouzouer (R) | Laisné de Villevèque (L) | Alexandre Périer (L) | Gabriel-Marie de Riccé (vicomte) |                                                        |
| 1820 | Anselme Crignon d'Ouzouer (R) | Laisné de Villevèque (L) | Alexandre Périer (L) | Gabriel-Marie de Riccé (vicomte) |                                                        |
| 1821 | Anselme Crignon d'Ouzouer (R) | Laisné de Villevèque (L) | Alexandre Périer (L) | Gabriel-Marie de Riccé (vicomte) | Louis Drouin de Rocheplatte (R) Henri de Longuève (R)  |
| 1822 | Anselme Crignon d'Ouzouer (R) | Laisné de Villevèque (L) | Alexandre Périer (L) | Gabriel-Marie de Riccé (vicomte) | Louis Drouin de Rocheplatte (R) Henri de Longuève (R)  |
| 1823 | Anselme Crignon d'Ouzouer (R) | Laisné de Villevèque (L) | Alexandre Périer (L) | Gabriel-Marie de Riccé (vicomte) | Louis Drouin de Rocheplatte (R) Henri de Longuève (R)  |
| 1824 | Anselme Crignon d'Ouzouer (R) | de Fougeroux (R) | Henri de Longuève (R) | Gabriel-Marie de Riccé (vicomte) | Louis Drouin de Rocheplatte (R) Miron de l'Espinay (R) |
| 1825 | Anselme Crignon d'Ouzouer (R) | de Fougeroux (R) | Henri de Longuève (R) | Gabriel-Marie de Riccé (vicomte) | Louis Drouin de Rocheplatte (R) Miron de l'Espinay (R) |
| 1826 | Anselme Crignon d'Ouzouer (R) | de Fougeroux (R) | Henri de Longuève (R) | Gabriel-Marie de Riccé (vicomte) | Louis Drouin de Rocheplatte (R) Miron de l'Espinay (R) |
| 1827 | Laisné de Villevèque (L) | de Fougeroux (R) | Henri de Longuève (R) | Gabriel-Marie de Riccé (vicomte) | Louis Drouin de Rocheplatte (R) Miron de l'Espinay (R) |
| 1828 | Cormenin (L) | Laisné de Villevèque (L) | Alexandre Périer (L) | Gabriel-Marie de Riccé (vicomte) | Crignon de Montigny (L) Champvallins (R)               |
| 1829 | Cormenin (L) | Laisné de Villevèque (L) | Alexandre Périer (L) | Gabriel-Marie de Riccé (vicomte) | Crignon de Montigny (L) Champvallins (R)               |
| 1830 | Cormenin (L) | Laisné de Villevèque (L) | Alexandre Périer (L) | Crignon de Montigny (L) Gabriel-Marie de Riccé(L) | Joseph-Marie de Foresta (marquis)                      |

Proclamée le 9 août 1830 après les émeutes dites des « Trois Glorieuses », la monarchie de Juillet (1830-1848) succède en France à la Restauration. Louis-Philippe, devenu roi des Français, réunit les biens de l'apanage du duc d'Orléans, qui lui avait été restitués par Louis XVIII au début de la Restauration, au domaine de l'État et cette institution, désormais périmée, disparaît en 1832.
En 1848, le régime de la monarchie de Juillet est usé et le mécontentement populaire est latent du fait des conditions économiques. Du 22 au 25 février 1848, sous l'impulsion des libéraux et des républicains, le peuple de Paris, à la suite d'une fusillade, se soulève à nouveau et parvient à prendre le contrôle de la capitale. Louis-Philippe, refusant de faire tirer sur les Parisiens, est donc contraint d'abdiquer en faveur de son petit-fils, Philippe d'Orléans, le 24 février 1848. Dans le Loiret, un début de soulèvement apparaît aussi, mais le calme revient rapidement. À l'élection présidentielle du 10 décembre, avec une participation de 87 %, le Loiret donne 64 722 voix (90 %) à Louis-Napoléon Bonaparte.

### IIeRépublique et le Second Empire (1848-1870)

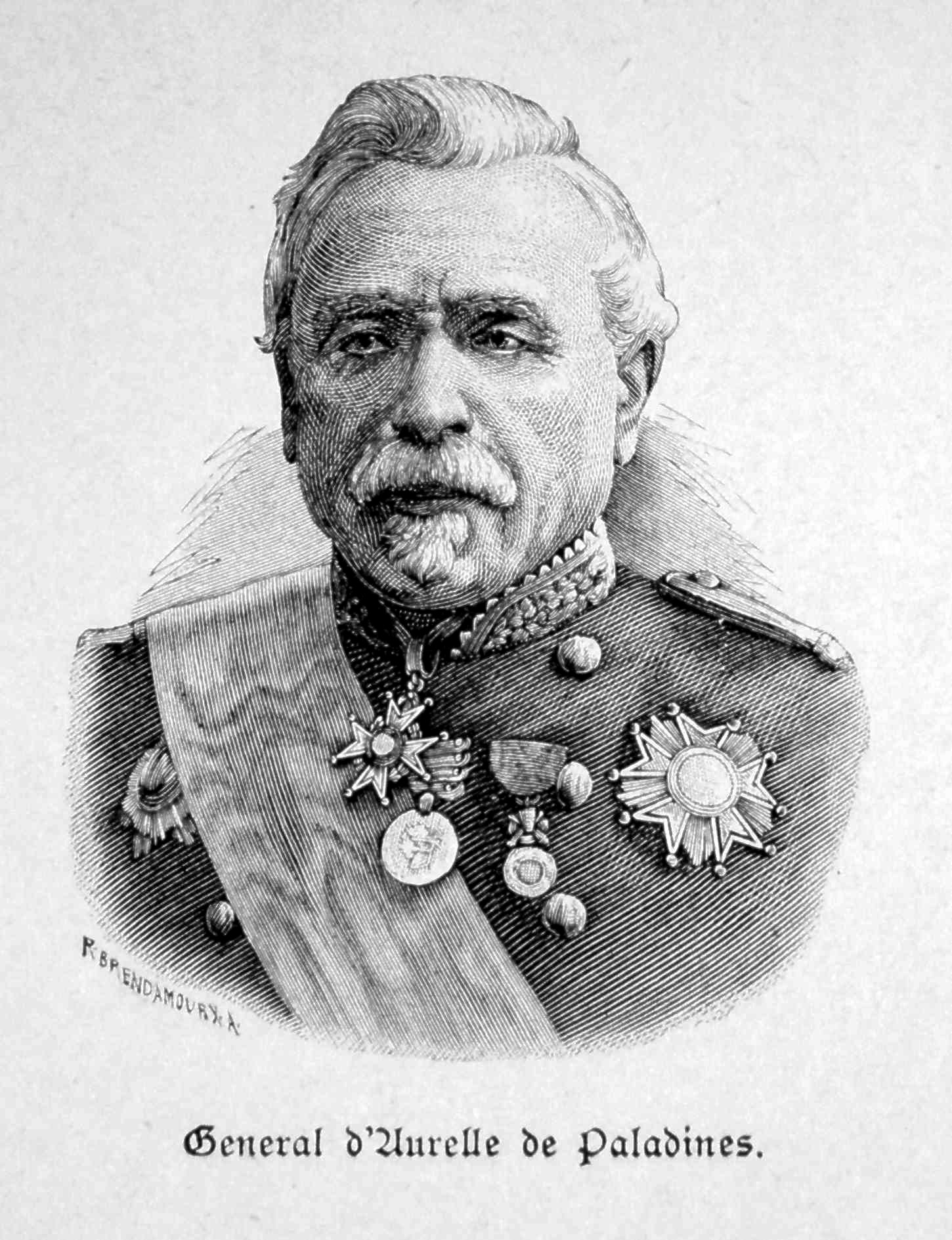
Général d'Aurelle de Paladines, vainqueur de la bataille de Coulmiers le 9 novembre 1870.

Après le coup d'État du 2 décembre 1851 de Napoléon III, le Loiret est un des rares départements à se soulever et est placé en état de siège afin de parer à tout soulèvement massif, comme 31 autres départements. De violentes manifestations républicaines éclatent à Montargis, Briare, Bonny-sur-Loire, Chécy et Orléans qui avait accueilli froidement le prince-président lors d'un de ses voyages de propagande. Mais l'instauration du Second Empire calme les esprits. Finalement, dans le Loiret plus de cinq cents opposants sont arrêtés, 229 personnes sont déportées dont deux à Cayenne et 227 en Algérie. La répression atteint surtout les milieux paysans, artisans et petits-bourgeois. Lors du plébiscite du 20 décembre 1851, le Loiret accepte le fait accompli et rallie Louis Napoléon Bonaparte avec 74 818 « oui »,.
Le pays est en paix jusqu'à la guerre franco-allemande de 1870 qui oppose les Français au royaume de Prusse. Le sort de la France se joue pour partie dans le Loiret où plusieurs batailles se déroulent. Malgré une résistance acharnée des soldats français à Artenay et dans les faubourgs d'Orléans, aux Aubrais et aux Aydes, et de Saint-Jean-de-la-Ruelle, Orléans est occupée le 11 octobre 1870. Battus, les Français se retranchent à Salbris où arrivent des renforts. Mais l'armée française sous le commandement du général d'Aurelles de Paladines est victorieuse lors de la bataille de Coulmiers le 9 novembre 1870. Mais la bataille de Beaune-la-Rolande, le 28 novembre 1870 est un échec pour les Français et le département est sous occupation prussienne du 6 janvier au 16 mars 1871,.

### IIIeRépublique (de 1870 à 1914)

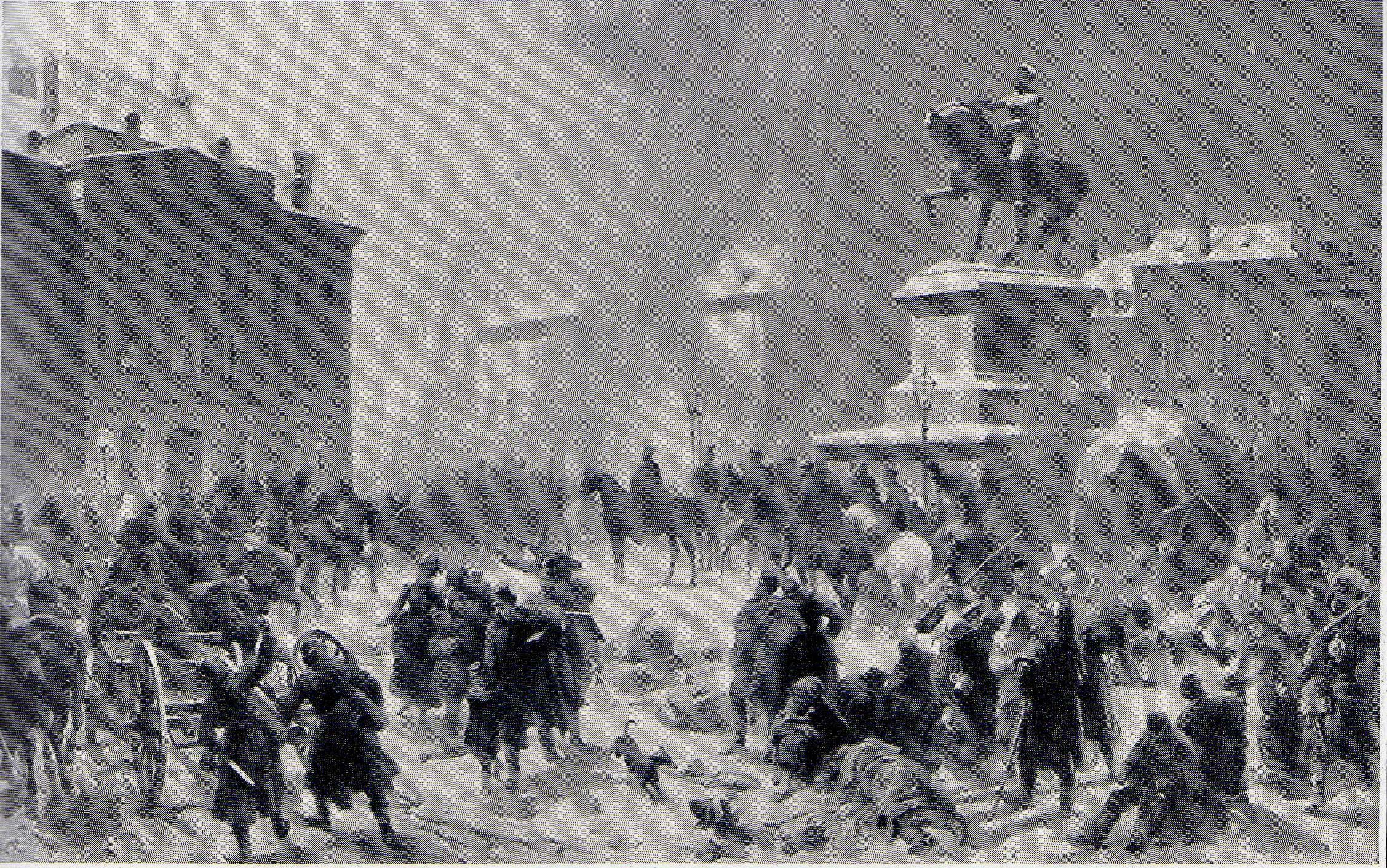
Entrée des Allemands à Orléans, 1870. Tableau de Ludwig Braun.

Après le traité de Francfort, signé le 10 mai 1871, le Loiret doit se reconstruire mais le retour à une vie normale est relativement rapide. La troisième République voit le triomphe des républicains modérés qui accaparent presque tous les postes-clés de la vie politique loirétaine : Eugène Fousset, député d'Orléans-1 de 1879 à 1888, puis sénateur du Loiret de 1888 à 1900;  Adolphe Cochery, député de Montargis constamment réélu de 1869 à 1885, sénateur du Loiret de 1888 à sa mort en 1900, il est, en 1879, le premier ministre des Postes; Guillaume Devade, député de Gien, de 1876 à sa mort en 1888 ; Mesmin Bernier, député d'Orléans-2 de 1876 à 1889.
En 1879, le ministre de l'Instruction publique est Jules Ferry, franc-maçon et fervent partisan de l'idéal « laïc ». Il désire reprendre à l'Église, sur le terrain de l'enseignement, les avantages concédés naguère par la loi Falloux (1850). C'est dans cet esprit que, le 15 mars 1879, il dépose deux projets de loi, dont l'un se termine par le célèbre Article 7 : « Nul n'est admis à participer à l'enseignement public ou libre ni à diriger un établissement d'enseignement de quelque ordre que ce soit s'il appartient à une congrégation religieuse non autorisée ». La loi est votée sans cet article, annulé par le Sénat, et laisse ainsi aux congrégationnistes le droit d'enseigner. Dans le Loiret, un cinquième des écoles primaires publiques, celles qu'on appelle encore les écoles communales, avait un directeur et tout ou partie de leur personnel appartenant à une congrégation. Malgré cela le gouvernement publie le 18 mars 1880 deux décrets, l'un donnant trois mois aux Jésuites pour se disperser, l'autre prévoyant la dissolution de tous les établissements d'instruction congréganiste. La guerre scolaire est déclarée. Quatre communautés sur les quarante que comporte le diocèse d'Orléans sont ainsi dissoutes, mais les dissolutions s'arrêtent là.
La loi du 1er juillet 1901, régissant les associations bénévoles mais traitant aussi des congrégations religieuses, durcit le dispositif, remettant en cause le modus vivendi existant depuis 1880. Le député du Loiret Fernand Rabier (député de 1888 à 1919), radical et franc-maçon, est un serviteur zélé de la loi de 1901 expulsant les congrégations et de celle du 9 décembre 1905, imposant les inventaires des biens du clergé en dépit des manifestations de sympathie à l'égard de l'Église, dans tout le département. Lors de son mandat municipal à Orléans (1912-1919), il distingue très nettement la commémoration laïque et officielle de la libération de la ville par Jeanne d'Arc, à l'extérieur de la cathédrale, de celle, religieuse, qui se déroule à l'intérieur.

## Moyens de transport

Fin de la navigation à voile pour le transport de marchandises vers la capitale : comparaison entre la fin du règle de Louis XIV et en 1838 (navigation à vapeur sur la Seine à partir de Rouen)

La métamorphose des moyens de transport va avoir des conséquences profondes sur la vie économique.

### Route
Les routes qui étaient dans un état déplorable au moment de la Révolution sont rénovées. La monarchie de Juillet réalise en particulier l'essentiel des routes départementales et commence la construction des chemins de grande communication comme celui de Sully-sur-Loire à Blois, ouvert dans les années 1840. Sous le Second Empire le réseau de chemins vicinaux du département du Loiret s'étend considérablement : « Des chemins, encore des chemins, toujours des chemins, voilà comment se résume l'économie politique des campagnes » écrit le préfet du Loiret en 1867.

### Fer
Les transports routiers de marchandises prennent ainsi de l'ampleur, mais vont bientôt devoir faire face à la redoutable concurrence du chemin de fer. Après plus de dix ans d'études et travaux, la ligne Paris-Orléans est inaugurée le 2 mai 1843, suivie de peu par la ligne Orléans-Tours ouverte le 1er avril 1846 puis la ligne Orléans-Vierzon le 15 novembre 1847. Ainsi sur le trajet Paris-Orléans-Vierzon, le transport des marchandises par voitures à chevaux baisse de 80 % entre 1844 et 1851.

### Voies navigables
La batellerie de Loire qui avait assuré le succès du commerce orléanais sous l'Ancien Régime vit ses derniers beaux jours. Des efforts de modernisation tentent cependant de donner une nouvelle vie à la navigation fluviale. Un service régulier de bateaux à vapeur entre Orléans et Nantes est ainsi inauguré le 1er mai 1829. Le trafic fluvial a baissé depuis l'ancien régime et l'Empire, où on comptait 4 à 5 000 bateaux, mais un millier de voiliers circulent encore entre Briare et Nantes. La mise en service des compagnies des Inexplosibles de la Basse-Loire ou de la Haute-Loire, créées entre 1840 et 1843, ne parvient pas à enrayer le déclin inéluctable de ce moyen de transport trop soumis aux caprices du fleuve,. À la descente, le trafic résiste un peu, mais disparaît définitivement en 1880.

## Vie économique

### Agriculture

#### Progrès de l'agriculture
L'agriculture est favorisée par des méthodes agronomiques en progrès et l'utilisation d'un matériel plus performant. En Beauce, la culture céréalière reste prédominante, mais une partie de ses terres est désormais affectée à la culture de la betterave sucrière. La jachère tend à reculer un peu partout, notamment en Val de Loire où les terres fertiles sont désormais protégées avec les levées des débordements du fleuve. La partie très riche comprise entre Sologne et Beauce est presque totalement occupée par des cultures de plein champ (asperges, haricots, pommes de terre…) que l'on retrouve également en Gâtinais. La consommation d'engrais conjuguée avec la généralisation de l'emploi des machines accroît de façon significative la productivité. Cette hausse des rendements a malgré tout son revers : la mécanisation, supplantant l'énergie humaine, conduit à un exode rural qui dépeuple partiellement les campagnes.

#### Crise agricole de la fin du siècle
La vigne est omniprésente dans le val ouest Orléanais. Mais la première et plus importante des crises agricoles au niveau national intervient à la fin du XIXe siècle, avec l'épidémie de phylloxéra. Partie du Languedoc, l'invasion phylloxérique atteint le Loiret en 1876. De 32 000 hectares dans le département en 1875, la vigne est réduite à 19 978 en 1982. La fin du siècle est également marquée par la disparition de la culture du safran, introduite depuis le XIVe siècle dans le département, et par des catastrophes forestières du fait en particulier de l'hiver rigoureux de 1878-1879.

### Industrie

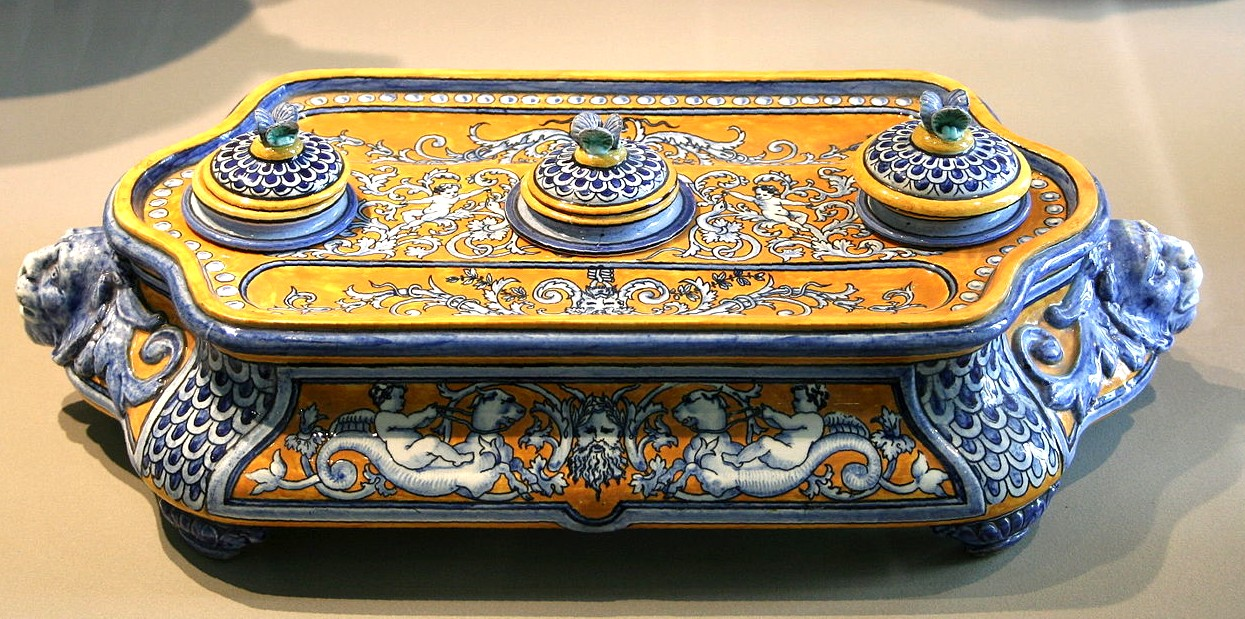
Encrier en faïence de Gien. La Faïencerie de Gien est créée en 1821 par l'anglais Hall.

Sans grande ressource du sous-sol, le Loiret manque la révolution industrielle, fondée sur le charbon et le fer, puis la fonte et l'acier, mais depuis le XVIIIe siècle, il bénéficie d'une industrialisation souple et diverse, qui connaît toutefois au début du XIXe siècle la stagnation voire le déclin. Ainsi Orléans voit chuter régulièrement le nombre des manufactures de laine, des fabriques travaillant le coton et des raffineries de sucre de canne qui disparaissent totalement en 1850. Les causes invoquées sont l'amélioration des moyens de transport et la centralisation parisienne qui concentre les activités industrielles et commerciales dans la capitale et la vallée de la Seine, mais une autre raison est aussi à chercher dans le fait que la bourgeoisie orléanaise préfère replier ses investissements dans la terre ou les spéculations boursières.
Montargis voit aussi le déclin de l'industrie du papier et du textile. En 1808, Jean-Bernard Cardon négociant de Paris en textile, rachète deux papeteries à Montargis : il garde celle de Buges, qui fonctionne encore pendant 75 ans, et transforme celle de Langlée en filature de coton où 600 personnes étaient employées en 1824. Mais à la mort de Jean-Bernard Cardon en 1832, touchée par la concurrence anglaise, la filature de Langlée commence à péricliter, puis cesse toute activité en 1845.
Malgré ce marasme du début du siècle, quelques capitaines d'industrie se développent ou créent des activités nouvelles. À Orléans, la conserverie Gravier abandonne les méthodes anciennes de salaison et de séchage pour «l'appertisation» dès que le procédé inventé par Nicolas Appert devient public en 1810. En 1821, l'industriel anglais Hall crée la manufacture de faïence de Gien qui va couvrir de ses carreaux les couloirs et les stations du métropolitain.
Dans la seconde moitié XIXe siècle, l'industrialisation du Loiret se développe, sans industries lourdes, mais par la prolifération d'industries légères très diverses : alimentaires, textiles, métallurgiques, mécaniques ou chimiques. À Orléans, la vinaigrerie fabrique le tiers du vinaigre de vin français, la bonneterie cède la place à la confection et à la corseterie, la couverturerie complète le tissage de couvertures commerciales par celui des couvertures militaires pour atteindre la moitié de la production française.
Des industries nouvelles, telles la métallurgie de transformation et la mécanique s'affirment. Le Loiret profite alors de la modernisation de l'agriculture et de l'apparition de la «seconde révolution industrielle», celle du pétrole et de l'électricité. L'équipement de la grande culture beauceronne entraîne la création d'entreprises de machinisme agricole. À Châteauneuf-sur-Loire, l'ingénieur Ferdinand Arnodin crée une entreprise de construction de ponts transbordeurs et suspendus en employant la main-d'œuvre qualifiée laissée libre par la fin de la navigation. Grâce à la maison Delaugère et Clayette, Orléans ne manque pas les débuts de l'automobile. En 1845, Jean-Félix Bapterosses, fabricant parisien de boutons en céramique, choisit Briare pour s'agrandir en province et fabriquer par millions perles, boutons et mosaïques. Dans le Montargois, l'activité repart en 1853 grâce à l'Américain Hiram Hutchinson qui loue l'usine abandonnée de Langlée pour y installer une fabrication de caoutchouc, exploitant les brevets de Charles Goodyear. L'usine est toujours en activité.